# 沂蒙 (电视剧)

《沂蒙》是管虎执导，迟蓬、孟霞参演的电视剧，2009年出品，共42集，该作品主要讲述抗日战争的时候，居住在沂蒙的人与八路军一起抗击日军，一起生活的故事。

## 剧情简介
1938年左右，在沂蒙这个地方有一个村落，在村落里，于宝珍和丈夫在操办儿子的婚礼的时候，遇到了日军的侵袭，后来还是在八路军的保护下，他们才免遭被杀。
而在这之后，沂蒙的居民和八路军一起努力建设农村，以及协助八路军抗日，并且这里的居民还为八路军的抗日做出了巨大的贡献和牺牲，甚至于宝珍的丈夫也在这之中牺牲了。
然后又过了很多年，当之前的一位八路军人看到于宝珍寿终正寝后，他自然是向那个队伍行了一个军礼。

## 演员表
- 迟蓬 饰 于宝珍
- 马少骅 饰 李忠厚
- 沙景昌 饰 李忠奉
- 孟霞[7] 饰 心甜
- 王艺禅 饰 心爱
- 郑奇 饰 李继长
- 赵锦焘 饰 李继成
- 王晶 饰 罗宁
- 孙志敏 饰 忠厚母
- 冯海煜 饰 李月

## 其他
- 在拍摄的时候，剧务组人员采访了很多山东的居民。

## 获奖记录
- 2010年，该作在第25届中国电视金鹰奖优秀电视剧奖中获奖，同年，该作获得第三届山东省泰山文艺奖荣誉奖。
- 2011年，该作获得第28届飞天奖电视剧一等奖，管虎凭借该作获得第28届飞天奖优秀导演奖。赵冬苓获得第28届飞天奖优秀编剧奖。

## 相關連結
- 豆瓣电影上《沂蒙》的資料 （简体中文）
- 央视网链接 （页面存档备份，存于）